# Gloria Hendry
Gloria Hendry (3 de marzo de 1949) es una actriz estadounidense. Es conocida por sus papeles en películas de los años 70, en particular; por interpretar a Rosie Carver en la película de James Bond de 1973 Vive y deja morir y a Helen Bradley en el película de blaxploitation Black Caesar y su secuela, Hell Up in Harlem.

## Carrera
Hendry comenzó su carrera como actriz en la película de Sidney Poitier de 1968 For Love of Ivy. En 1973, interpretó a la chica Bond Rosie Carver en la película de James Bond Vive y deja morir. En esa película, se convirtió en la primera mujer afroestadounidense en involucrarse sentimentalmente con 007 (aunque la primera chica Bond afroamericana se considera que fue Trina Parks, quien apareció en la película anterior, Diamantes para la eternidad, en aquella película ella interpretó a una némesis de Bond, no a un interés romántico). Cuando la película fue estrenada en Sudáfrica, sus escenas de amor con Roger Moore fueron cortadas porque estaban prohibidas por el gobierno del apartheid. Más tarde protagonizó varias películas de blaxploitation de los años 70, incluyendo la película de 1973 Black Caesar y su secuela más tarde ese mismo año, Hell Up in Harlem. También interpretó a la experta en artes marciales, Sydney, en Black Belt Jones.